# Halics
Halics (ukránul Галич, románul Halici, lengyelül Halicz, oroszul Галич, németül Halytsch) város Ukrajna Ivano-frankivszki területén, a Dnyeszter folyónál. Galícia történelmi régió névadója, valamikor a Halicsi Fejedelemség központja, a 14. század elejéig Galícia-Volhínia székhelye volt (Lviv előtt).
A mai Halics kisváros a korábbi fejedelmi és királyi főváros egy részén, de továbbviszi annak nevét. A Halicsi kerület közigazgatási központja, Ukrajna Ivano-frankivszki területén belül. A területi székhelye, Ivano-Frankivszk várostól 26 kilométerre északra fekszik. Lakosainak száma 2016-os becslés szerint 6247.

## Galéria

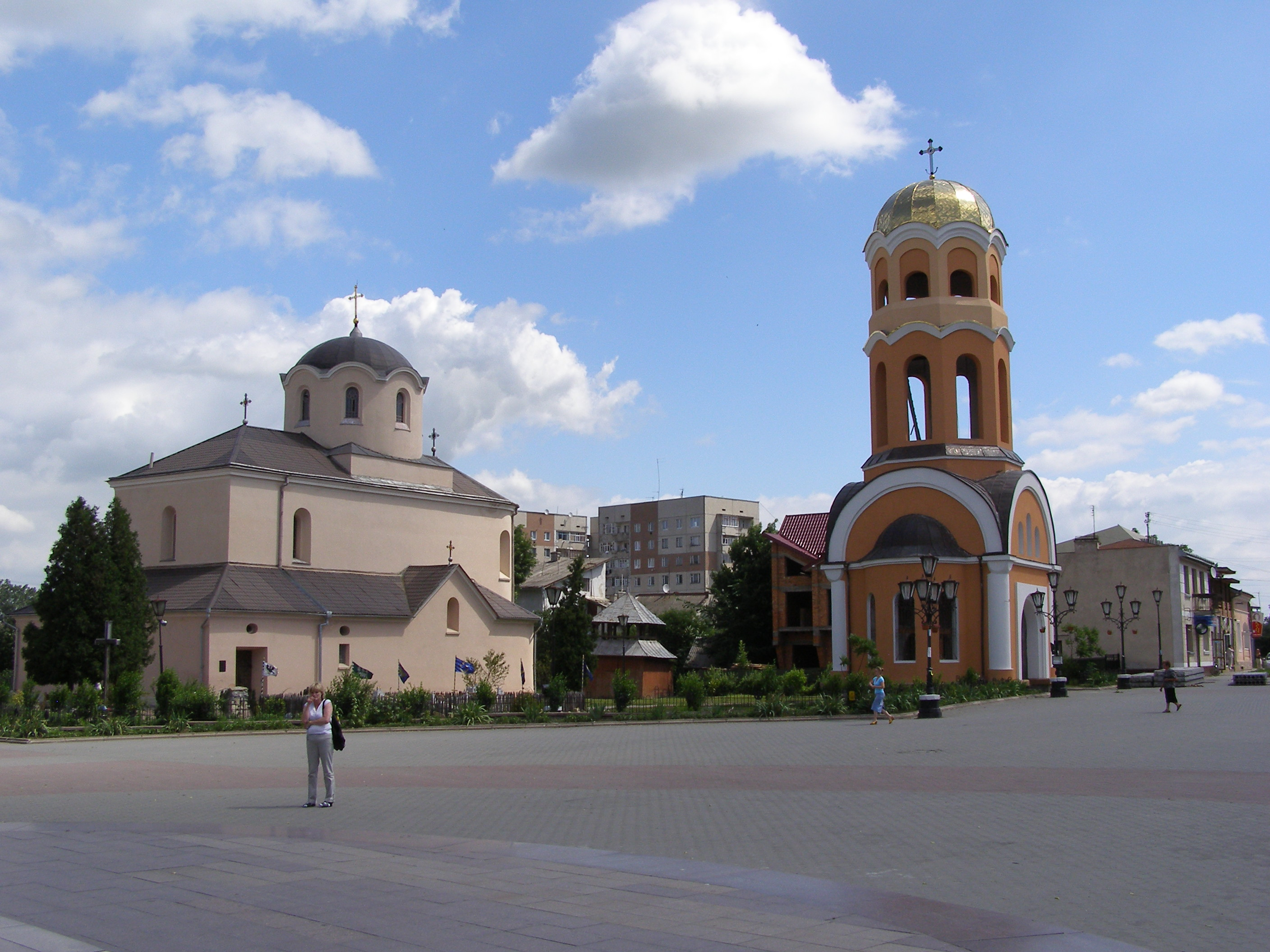
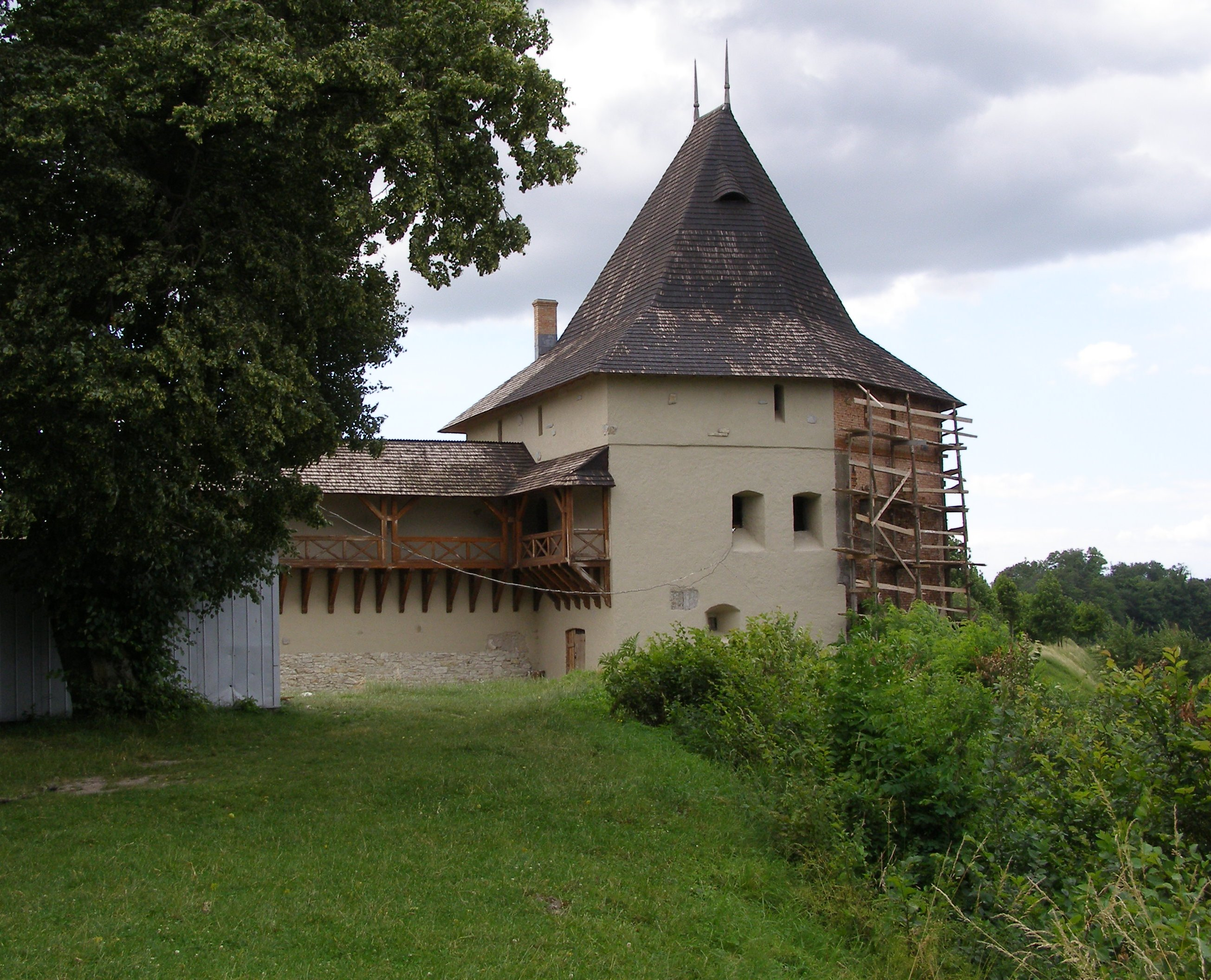
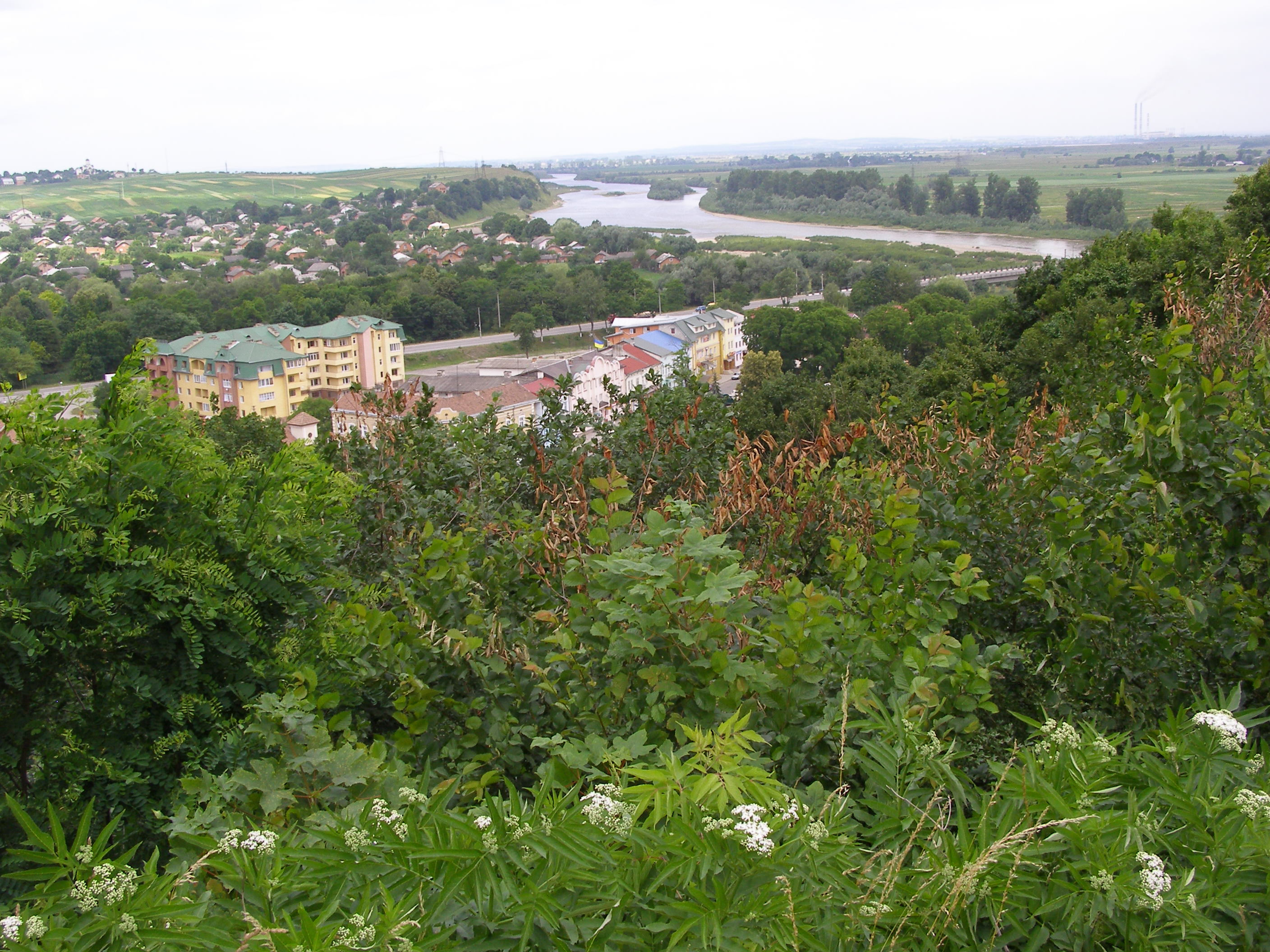
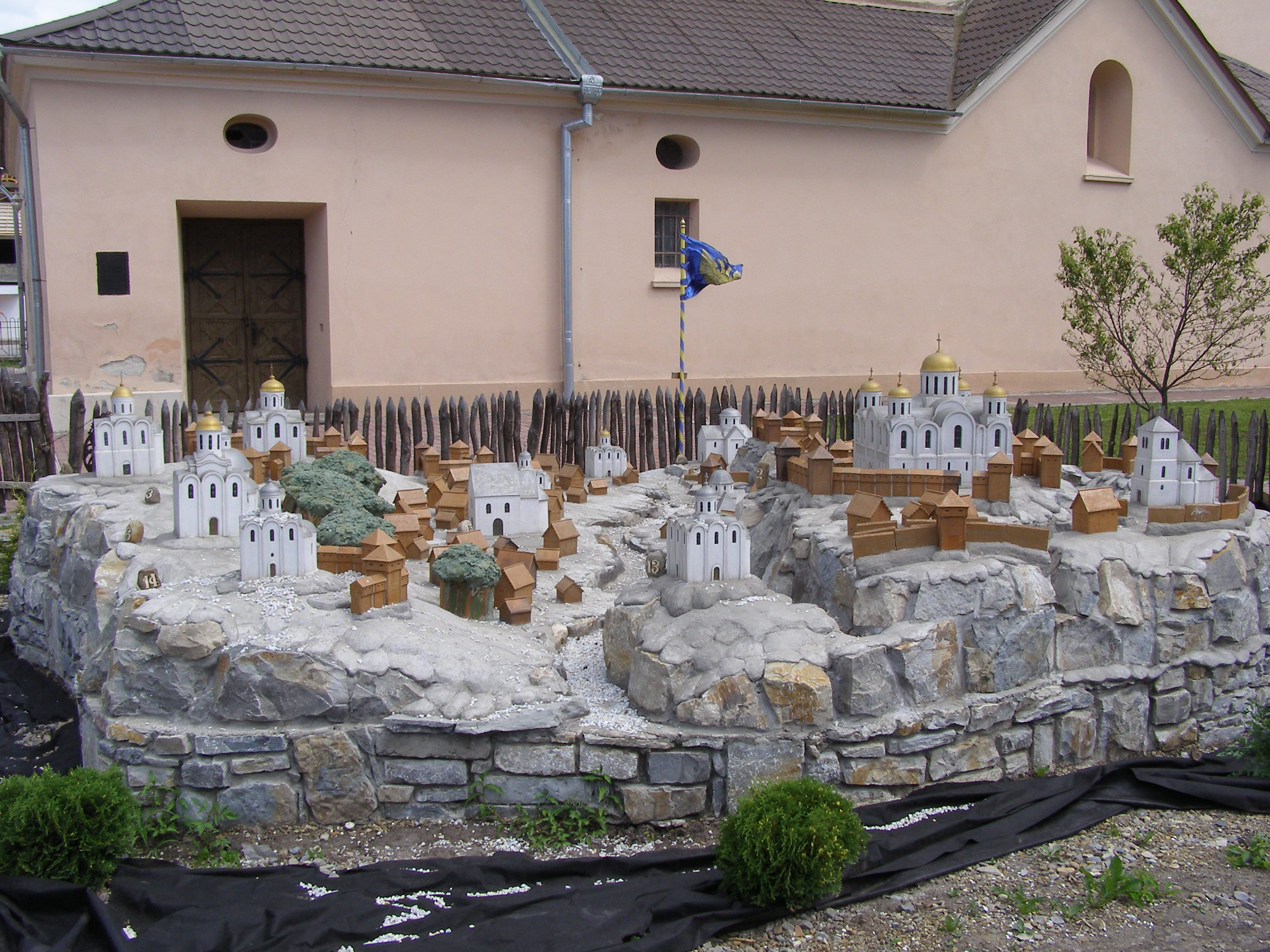
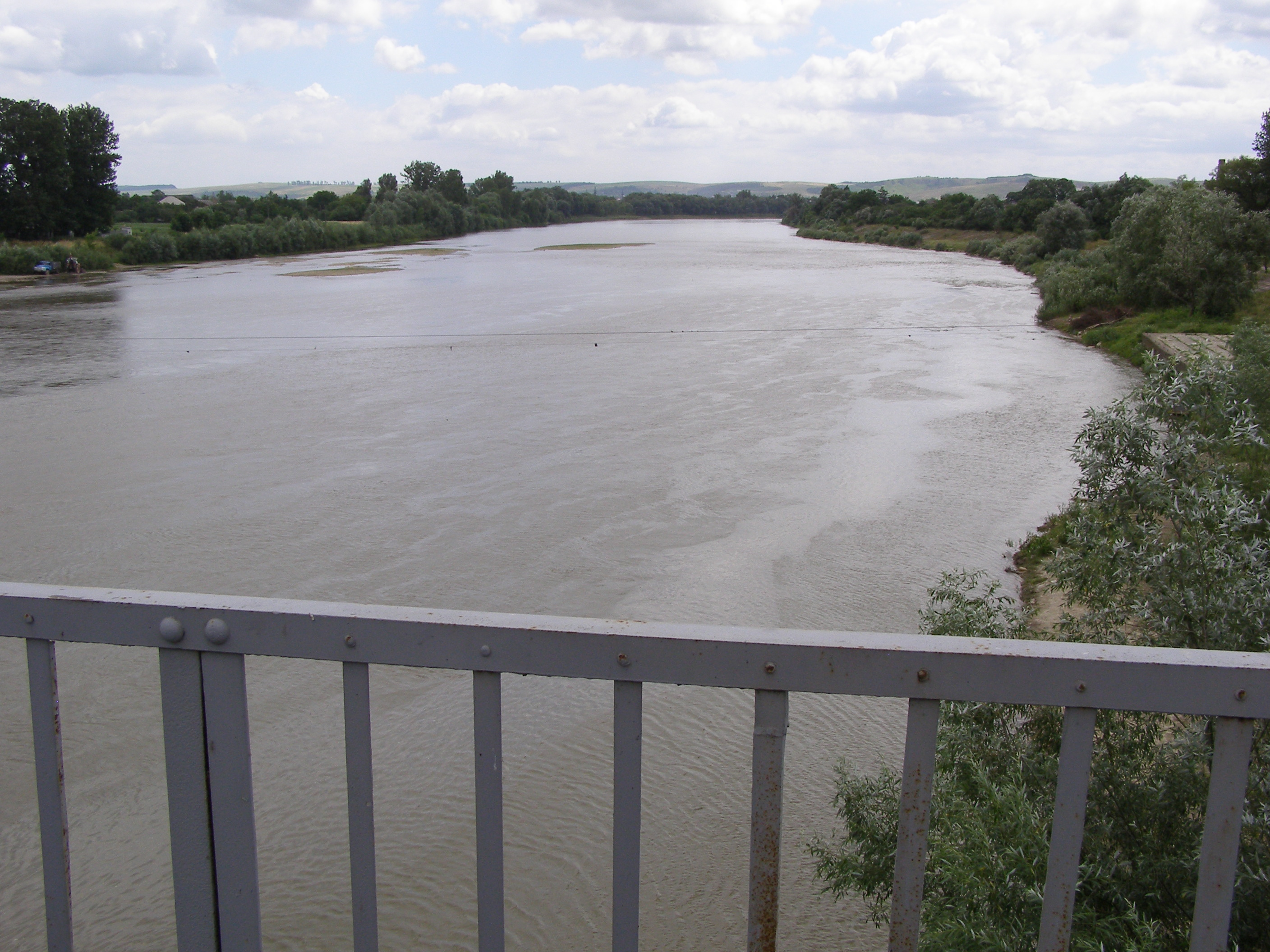
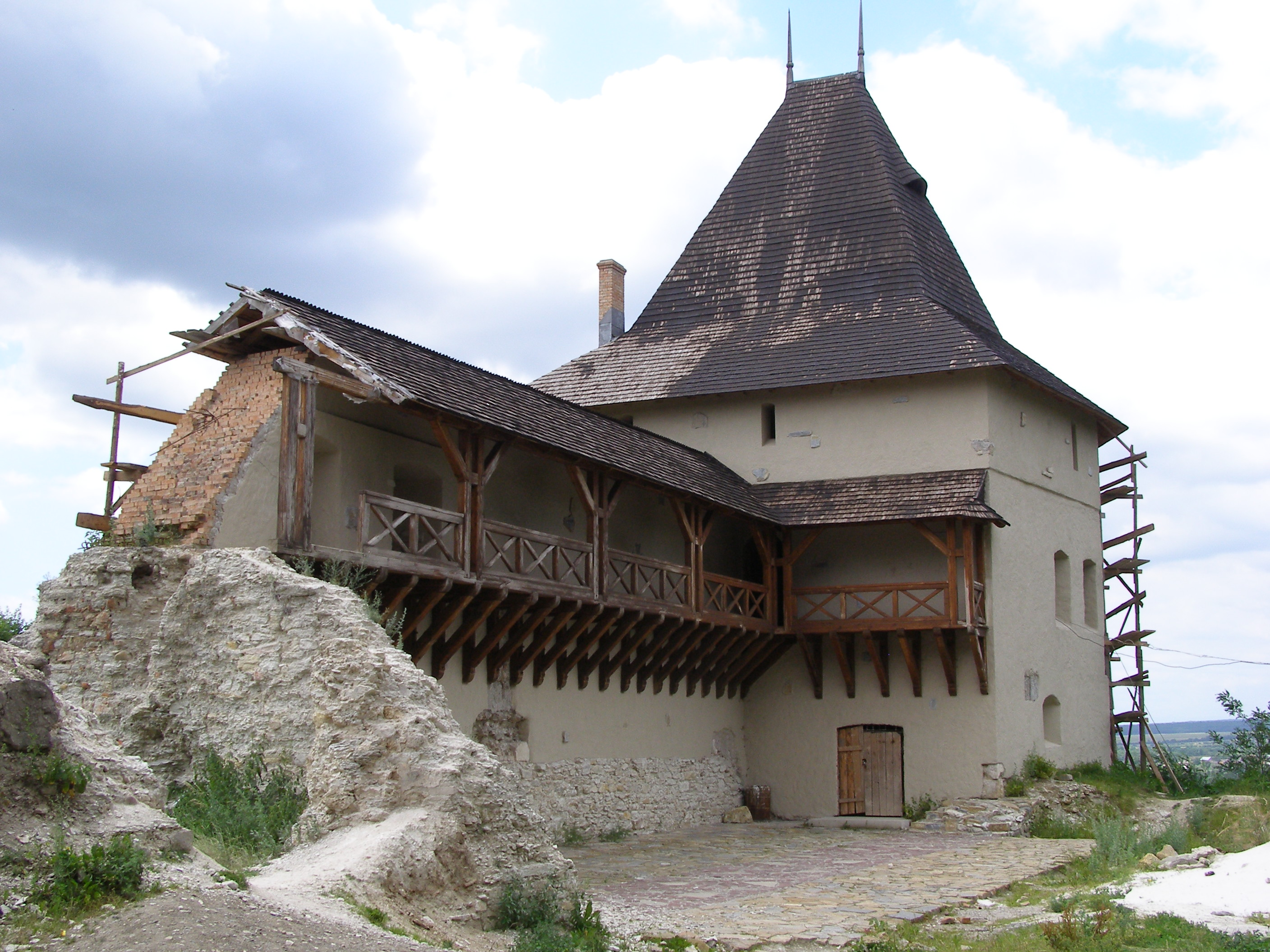
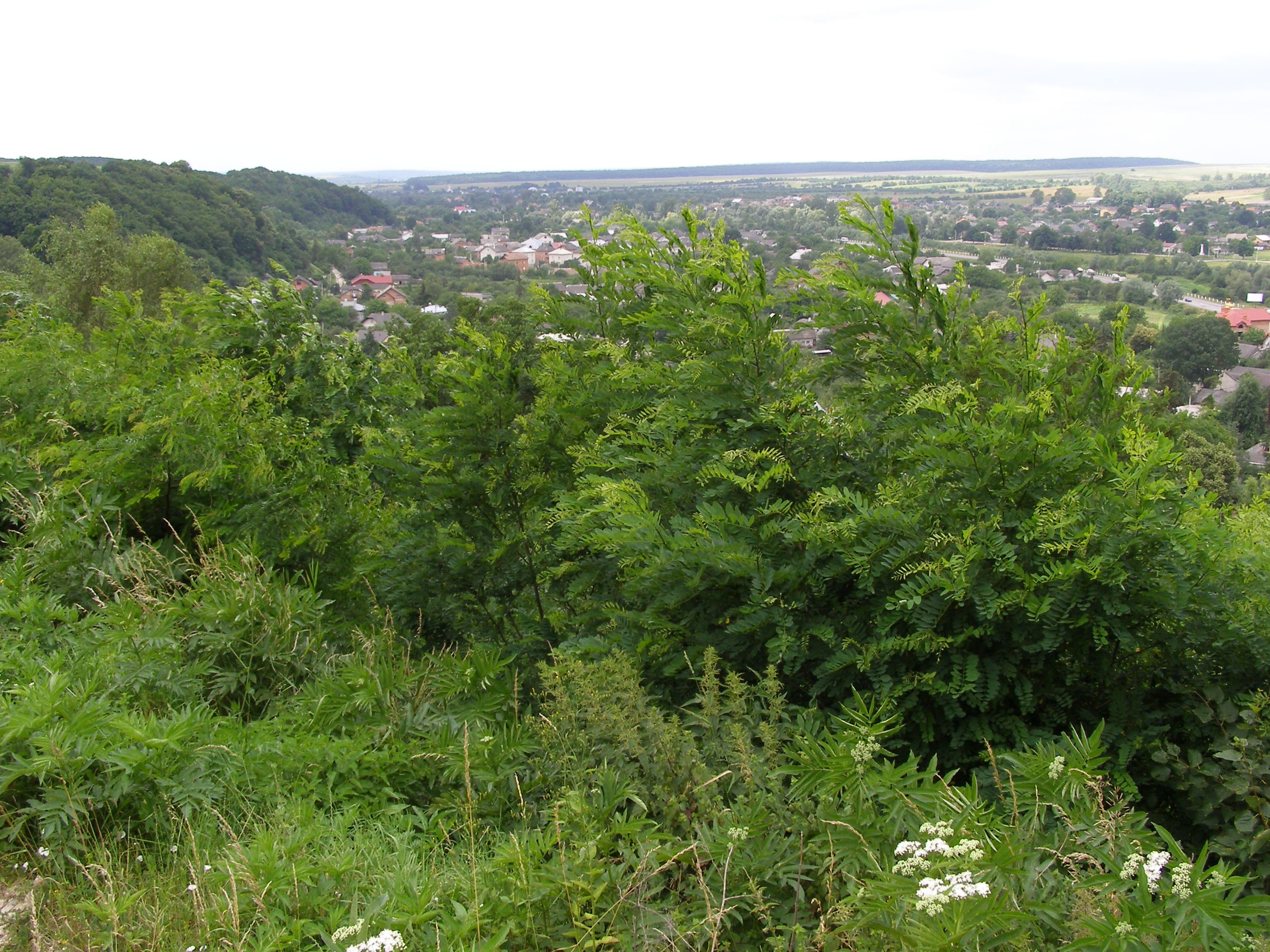
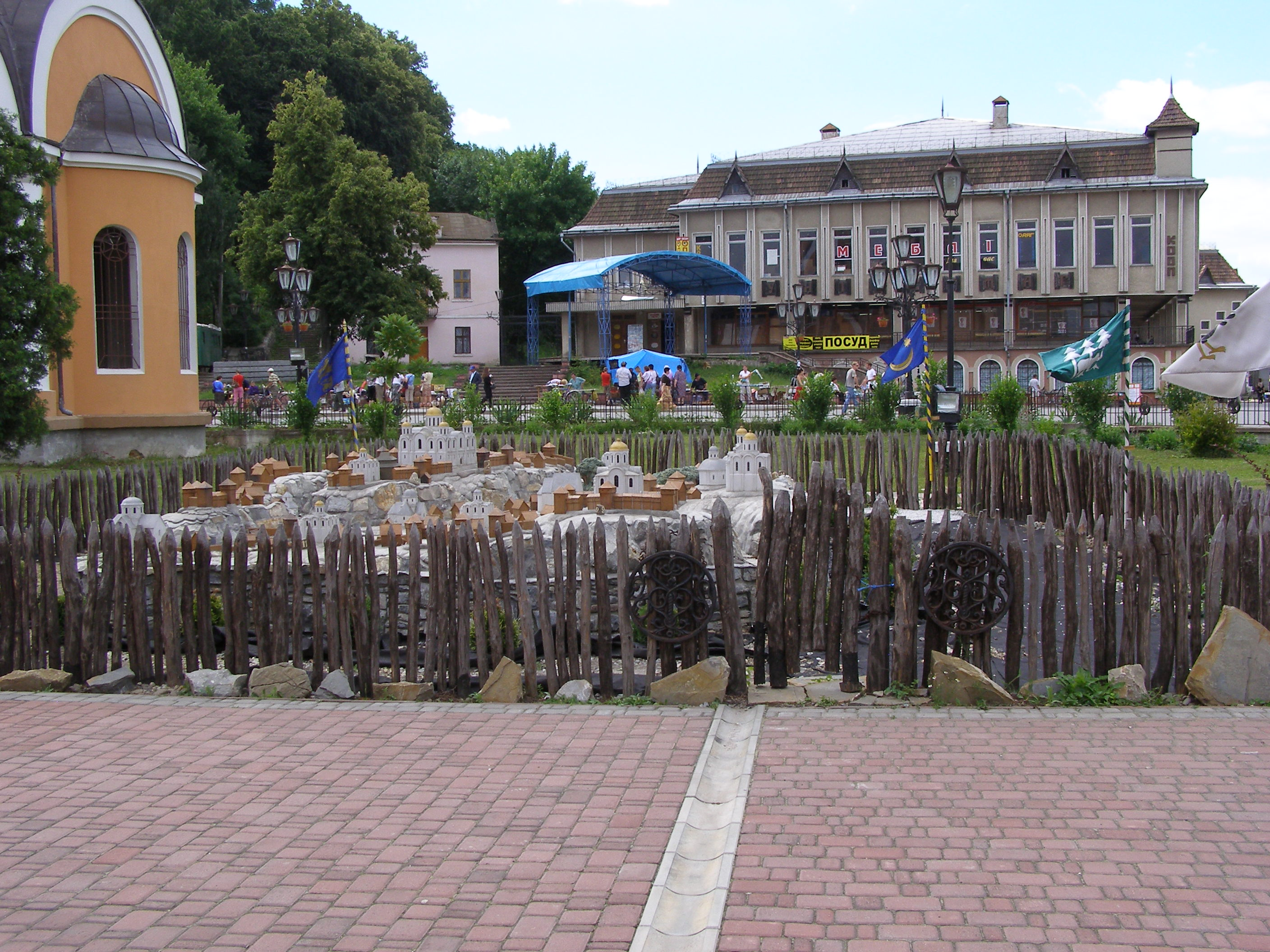
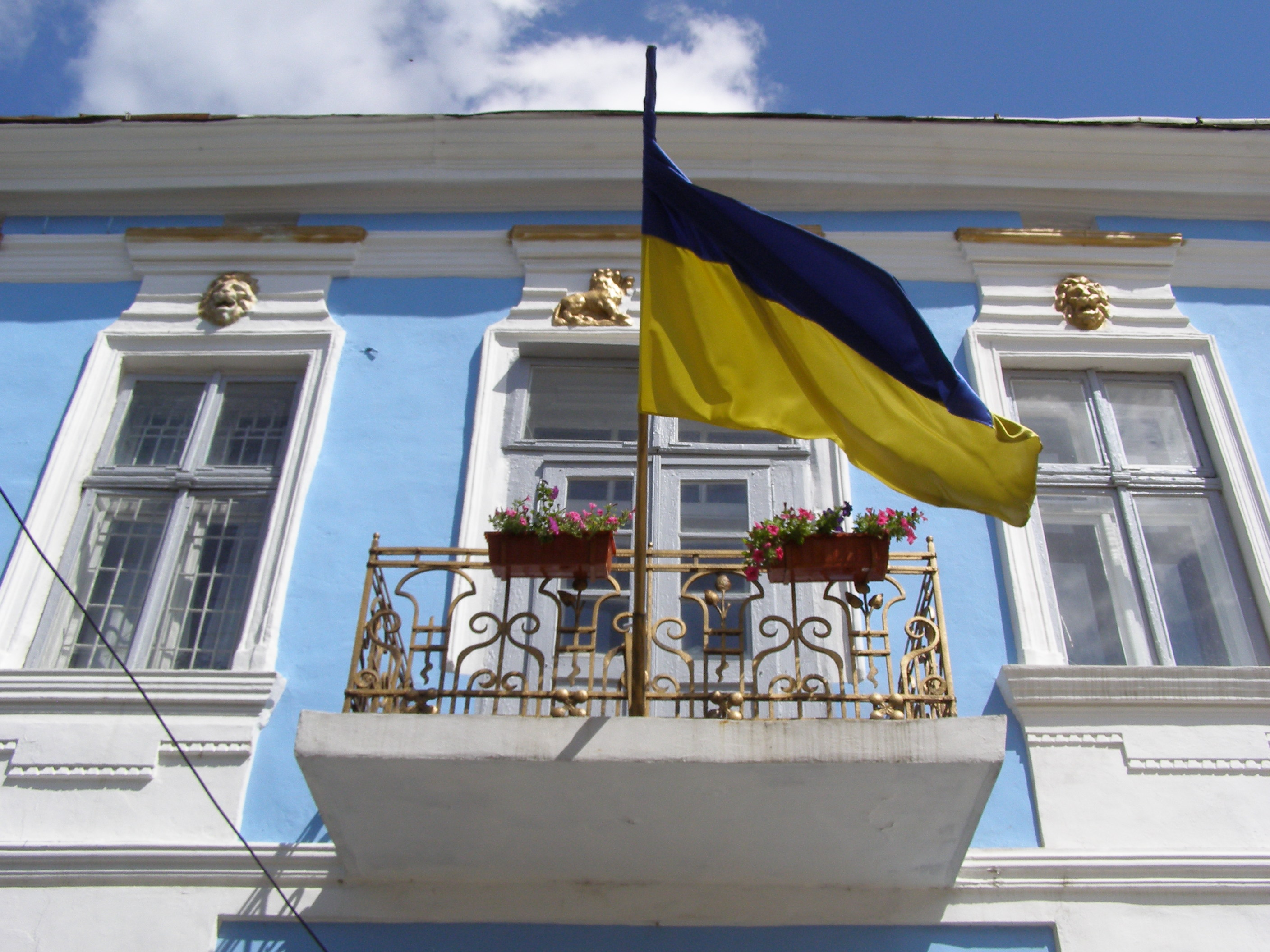
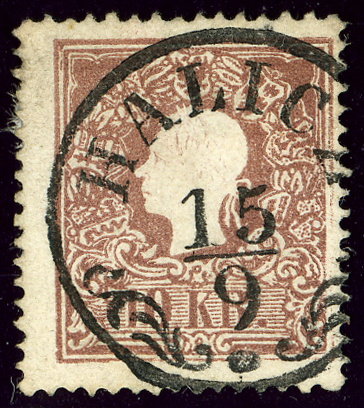
Stamp of Austrian Empire cancelled in 1859 in Polish HALICZ
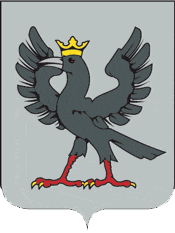
A csóka Galícia címerében a Halis névre utal